# Zamkovyj
Zamkovyj (in russo Замковый; in italiano "isole del castello") è un'isola russa situata nella baia di Vyborg, nella parte nord-est del golfo di Finlandia, nelle acque del mar Baltico. Amministrativamente fa parte del Vyborgskij rajon dell'oblast' di Leningrado, nel Circondario federale nordoccidentale. Sull'isola che fa parte della città di Vyborg, fu fondato il castello di Vyborg nel 1293. Prima della costruzione del castello, l'isola si chiamava Volovij. Fino al XVI-XVII secolo, era un'isola alla foce occidentale del fiume Vuoksa.

## Geografia
Zamkovyj si trova a sud all'isola Tverdyš, nello stretto Krepostnoj (Крепостной пролив). Dista circa 25 m dalla terraferma e circa 100 m da Tverdyš. È raggiungibile dal ponte Krepostnoj che collega il centro di Vyborg a Tverdyš. L'isola è lunga circa 170 m e larga 122 m.